# Scathophaga lutaria
Scathophaga lutaria är en tvåvingeart som först beskrevs av Johan Christian Fabricius 1794.  Scathophaga lutaria ingår i släktet Scathophaga och familjen kolvflugor. Arten är reproducerande i Sverige. Inga underarter finns listade i Catalogue of Life.